# Richard Bowen
Richard Bowen (1926-2005) fue un deportista británico que compitió en judo. Ganó una medalla de plata en el Campeonato Europeo de Judo de 1963 en la categoría de –68 kg.

## Palmarés internacional
| Campeonato Europeo | Campeonato Europeo | Campeonato Europeo | Campeonato Europeo |
| Año                | Lugar              | Medalla            | Categoría          |
| ------------------ | ------------------ | ------------------ | ------------------ |
| 1963               | Ginebra (Suiza)    | Medalla de plata   | –68 kg             |